# 维莱讷河畔努瓦亚勒
维莱讷河畔努瓦亚勒（法語：Noyal-sur-Vilaine，法語發音：[nwajal syʁ vilɛn]）是法国伊勒-维莱讷省的一个市镇，位于该省中东部，属于雷恩区。

## 地理
维莱讷河畔努瓦亚勒（48°6'42"N, 1°31'28"W）面积30.73 平方千米，位于法国布列塔尼大區伊勒-维莱讷省，该省份为法国西北部沿海省份，位于布列塔尼半岛东部，北濒大西洋，西接阿摩尔滨海省和莫尔比昂省，南至大西洋卢瓦尔省，西南端接曼恩-卢瓦尔省，东临马耶讷省，东北与芒什省接壤。
与维莱讷河畔努瓦亚勒接壤的市镇（或旧市镇、城区）包括：阿西涅、布雷塞、塞松塞维涅、多马涅、栋卢、维莱讷河畔塞尔翁、沙托日龙。
维莱讷河畔努瓦亚勒的时区为UTC+01:00、UTC+02:00（夏令时）。

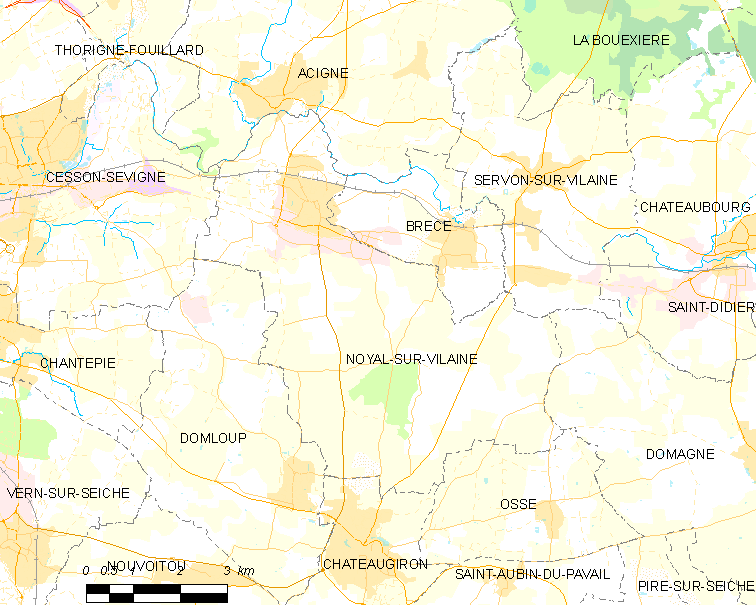
维莱讷河畔努瓦亚勒的OSM定位图

## 行政
维莱讷河畔努瓦亚勒的邮政编码为35530，INSEE市镇编码为35207。

## 政治
维莱讷河畔努瓦亚勒所属的省级选区为沙托日龙县。

## 交通
法国国道N157线经过境内并设有出入口。伊勒-维莱讷省省道D92线、D100线、D286线、D292线和D392线经过境内。
努瓦亚勒-阿西涅站是巴黎－布雷斯特铁路上的一站。

## 人口

1962-2008年间维莱讷河畔努瓦亚勒人口变化图示

维莱讷河畔努瓦亚勒于2022年1月1日时的人口数量为6250人。